# Jacques Cujas
Jacques Cujas (Cujacius) (1520. – 4. listopada 1590.) bio je francuski pravnik i jedan od značajnijih predstavnika francuske humanističke jurisprudencije (mos docendi Gallicus).
Cujas je rođen u Tolouseu. Njegov otac, koji se prezivao Cujaus, bavio se preradom kože. Nakon što je naučio grčki i latinski, Cujas uči pravo kod Arnauda du Ferriera, profesora prava u Tolouseu. Cujas je uskoro postao stručnjak u tumačenju Justinijanovog prava, a 1554. imenovan je profesorom prava u Cahorsu, no godinu kasnije, na poziv Michela de l'Hôpitala, odlazi predavati pravo u Bourges. François Douaren, koji je tada također bio profesor prava u Bourgesu, urotio je studente protiv njega, pa je Cujas rado prihvatio poziv da predaje pravo na Sveučilištu u Valenciji.
Kada je Douaren umro 1559., Cujas je bio pozvan da se vrati u Bourges, gdje ostaje predavati pravo do 1567., kada se vratio u Valenciju. U Valenciji je Cujas postao poznat u čitavoj Europi, pa podučava studente iz raznih europskih zemalja, među kojima su i Joseph Scaliger i Jacques Auguste de Thou. Kralj Karlo IX. postavio ga je za vijećnika u vijećnici Grenobli 1573. Henrik III. mu je dao mirovinu godinu kasnije. Marija, savojska vojvotkinja, pozvala ga je u Torino, no nekoliko mjeseci kasnije vratio se u Bourges 1575. Zbog vjerskih sukoba i na poziv kralja odlazi u Pariz, gdje mu je dopušteno predavanje građanskog prava na Pariškom sveučilištu. Godinu kasnije, Cujas se vratio u Bourges, a 1584. odbio je ponudu pape Grgura XIII. da dođe u Bolognu. Cujas je umro u Bourgesu 1590.